# وینر نویشتات
شهر وینر نویشتات (به آلمانی: Wiener Neustadt) در استان نیدراسترایش با جمعیت ۳۹٬۹۴۰ نفر در کشور اتریش واقع شده است.